# 克姆斯科耶湖
61°06′05″N 37°34′20″E / 61.1014°N 37.5722°E
克姆斯科耶湖（俄语：Кемское озеро），是俄羅斯的湖泊，位於該國西北部，由沃洛格達州負責管轄，長9.1公里、寬3.9公里，面積2.1平方公里，海拔高度164米，湖岸線長度39.3公里，集水區面積1,060平方公里，平均水深0.9米，最大水深1.7米。